# بشنیج
بشنیج، روستایی از توابع بخش مرکزی شهرستان نیشابور در استان خراسان رضوی ایران است.
گزارش یک جشن

## جمعیت
این روستا بعد از  کارخانه اگزوز خراسان  قرار دارد و براساس سرشماری مرکز آمار ایران در سال ۱۳۸۵، جمعیت آن ۶۹۳ نفر (۱۸۴خانوار) بوده‌است.